# Anar
Anar (fornnordiska Annarr, "[den] andra, annan"), även kallad Onar, är Natts make i hennes andra äktenskap. Tillsammans med henne har han dottern Jord.
Annar eller Ónar är också namnet på en dvärg enligt Völuspá ("Völvans spådom"), återgiven i Gylfaginning. 